# Diospyros abyssinica
Diospyros abyssinica là một loài thực vật có hoa trong họ Thị. Loài này được (Hiern) F.White mô tả khoa học đầu tiên năm 1956.